# Airbus Military

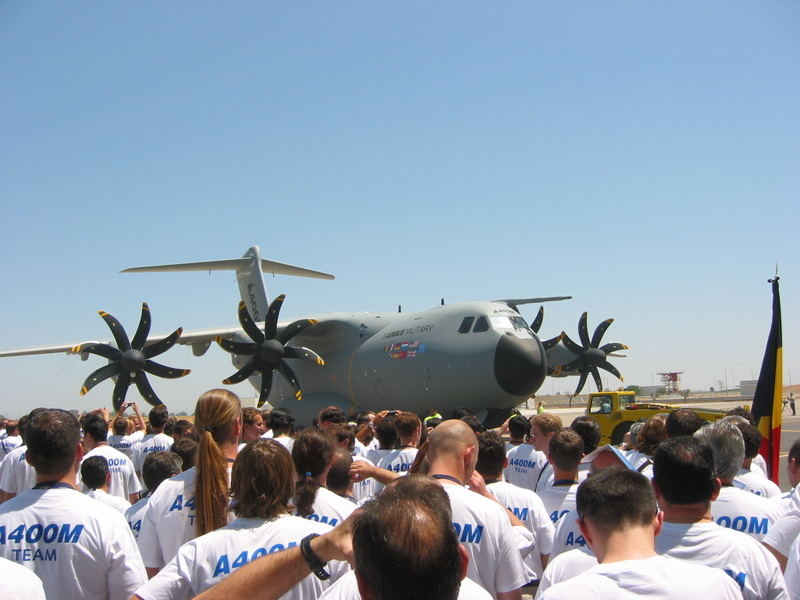
El primer Airbus A400M, rodeado de empleados de EADS, durante la presentación mundial de la aeronave (roll-out), celebrada en Sevilla el 26 de junio de 2008.

Airbus Military fue una división organizativa de Airbus S.A.S., ahora renombrada como Airbus Defence and Space. Sus principales productos son una serie de aviones turbohélices de diferente tamaño dedicados principalmente al transporte militar, aunque con variantes civiles. También realiza conversión de aviones de pasajeros en aviones militares de reabastecimiento en vuelo y dispone de servicios de mantenimiento, reparación y actualización para aviones militares.
Airbus Military se crea como una división de Airbus tras la compra completa de Airbus por parte de EADS. En Airbus Military se integró la antigua división de aviones de transporte militar de EADS (EADS MTAD), formada principalmente por EADS-CASA, junto con Airbus Military SL, la filial encargada del programa del A400M.

## Airbus Military SL
Airbus Military SL se estableció en enero de 1999 como Airbus Military Company SAS. Esta compañía se restructuró y renombró a Airbus Military SL (AMSL) antes de la firma del contrato de producción con OCCAR en mayo de 2003.

### Accionistas
- Airbus S.A.S. (69,44%)
- EADS-CASA (20,46%)
- TAI (5,56%)
- FLABEL (4,44%)0

### Aeronaves y productos
- A400M

## EADS CASA
EADS-CASA es una filial 100% de EADS NV. Tras la integración de Construcciones Aeronáuticas en EADS, se separaron progresivamente de CASA las líneas de negocio de espacio (EADS CASA Espacio SL), helicópteros (Eurocopter España), aviones comerciales civiles (Airbus Operations SL) y sistemas de defensa (Cassidian España), quedando EADS-CASA conformando el núcleo de la división MTAD de EADS (aviones de transporte militar), formada principalmente por productos propios de la antigua CASA.
Tras la adquisición del 100% de Airbus S.A.S. por parte de EADS se procedió a la reorganización del grupo EADS. Así, en enero de 2009, la empresa y accionista EADS CASA, como división MTAD (Military Transport Aircraft Division), pasó a denominarse comercialmente AIRBUS MILITARY, aunque la integración como división de AIRBUS Industries se hizo efectiva el 1 de abril de 2009, para la gestión completa del proyecto A400M, sin abandonar ninguno de los demás programas actuales, como DEEP WATER, MRTT, etc., y productos propios, C-212, CN-235 y C-295, con la misma denominación actual (C de CASA).

### Aeronaves y productos
- EADS CASA C-212 Aviocar
- EADS CASA CN-235
- EADS CASA C-295
- A310 MRTT
- A330 MRTT
- A319 MPA